# Liste des membres de l'Association mondiale des zoos et aquariums
L'Association mondiale des zoos et aquariums est une association mondiale de zoos et d'aquariums. Elle est composée de 287 établissements, zoos et aquariums confondus.
Des associations, des affiliés et des entreprises complètent la liste des membres, portant ainsi le nombre de membres à 400.

## Liste

### Afrique du Sud
| Nom                       | Adresse                               | Ville, province            | Autre(s) accréditation(s) |
| ------------------------- | ------------------------------------- | -------------------------- | ------------------------- |
| Aquarium des Deux Océans  | Dock Rd, Victoria & Alfred Waterfront | Le Cap, Cap-Occidental     | PAAZA, IAAPA              |
| Cango Wildlife Ranch (en) | 191 Baron Van Reede St                | Oudtshoorn, Cap-Occidental |                           |
| Zoo de Johannesbourg      | Jan Smuts Ave, Parkview               | Johannesbourg, Gauteng     |                           |
| Zoo de Pretoria           | 232 Boom St, Daspoort 319-Jr          | Pretoria, Gauteng          |                           |
| uShaka Sea World          | 1 King Shaka Ave, Point               | Durban, KwaZulu-Natal      |                           |

### Allemagne
| Nom                               | Adresse                      | Ville, land                                  | Autre(s) accréditation(s) |
| --------------------------------- | ---------------------------- | -------------------------------------------- | ------------------------- |
| Zoo de Heildelberg                | Tiergartenstraße 3           | Heildelberg, Bade-Wurtemberg                 | EAZA                      |
| Zoo de Karlsruhe                  | Ettlinger Str. 6             | Karlsruhe, Bade-Wurtemberg                   | EAZA                      |
| Wilhelma                          | Wilhelma 13                  | Stuttgart, Bade-Wurtemberg                   | EAZA                      |
| Zoo de Hanovre                    | Adenauerallee 1              | Hanovre, Basse-Saxe                          | EAZA                      |
| Zoo de Nordhorn(de)               | Heseper Weg 110              | Nordhorn, Basse-Saxe                         | EAZA                      |
| Zoo d'Osnabrück(en)               | Klaus-Strick-Weg 12          | Osnabrück, Basse-Saxe                        | EAZA                      |
| Parc ornithologique de Walsrode   | Am Vogelpark                 | Walsrode, Basse-Saxe                         | EAZA                      |
| Zoo d'Augsbourg                   | Brehmpl. 1                   | Augsbourg, Bavière                           | EAZA                      |
| Zoo de Munich                     | Tierparkstraße 30            | Munich, Bavière                              | EAZA                      |
| Zoo de Nuremberg                  | Am Tiergarten 30             | Nuremberg, Bavière                           | EAZA                      |
| Jardin zoologique de Straubing    | Am Tiergarten 3              | Straubing, Bavière                           | EAZA                      |
| Jardin zoologique de Berlin       | Hardenbergpl. 8              | Berlin, Berlin                               | EAZA                      |
| Zoo de Bremerhaven(en)            | Hermann-Henrich-Meier-Str. 7 | Bremerhaven, Brême                           | EAZA                      |
| Tierpark Hagenbeck                | Lokstedter Grenzstraße 2     | Hambourg, Hambourg                           | EAZA                      |
| Zoo de Francfort-sur-le-Main      | Bernhard-Grzimek-Allee 1     | Francfort-sur-le-Main, Hesse                 | EAZA                      |
| Zoo Opel(en)                      | Am Opelzoo 3                 | Königstein im Taunus, Hesse                  | EAZA                      |
| Parc ornithologique de Marlow(en) | Kölzower Ch 1                | Marlow, Mecklembourg-Poméranie-Occidentale   | EAZA                      |
| Zoo de Rostock(en)                | Barnstorfer Ring 1           | Rostock, Mecklembourg-Poméranie-Occidentale  | EAZA                      |
| Jardin zoologique de Schwerin(en) | An d. Crivitzer Ch 1         | Schwerin, Mecklembourg-Poméranie-Occidentale | EAZA                      |
| Zoo de Cologne                    | Riehler Str. 173             | Cologne, Rhénanie-du-Nord-Westphalie         | EAZA, VdZ                 |
| Zoo de Dortmund                   | Mergelteichstraße 80         | Dortmund, Rhénanie-du-Nord-Westphalie        | EAZA                      |
| Zoo de Duisbourg                  | Mülheimer Str. 273           | Duisbourg, Rhénanie-du-Nord-Westphalie       | EAZA                      |
| Aquazoo Düsseldorf(en)            | Kaiserswerther Str. 380      | Düsseldorf, Rhénanie-du-Nord-Westphalie      | EAZA                      |
| ZOOM Erlebniswelt                 | Bleckstraße 64               | Gelsenkirchen, Rhénanie-du-Nord-Westphalie   | EAZA                      |
| Zoo de Krefeld                    | Uerdinger Str. 377           | Krefled, Rhénanie-du-Nord-Westphalie         | EAZA                      |
| Zoo de Münster                    | Sentruper Str. 315           | Münster, Rhénanie-du-Nord-Westphalie         | EAZA, VdZ                 |
| Zoo de Rheine                     | Weihbischof D`Alhaus Straße  | Rheine, Rhénanie-du-Nord-Westphalie          | EAZA                      |
| Zoo de Wuppertal                  | Hubertusallee 30             | Wuppertal, Rhénanie-du-Nord-Westphalie       | EAZA, VdZ                 |
| Zoo de Landau in der Pfalz        | Hindenburgstraße 12          | Landau in der Pfalz, Rhénanie-Palatinat      | EAZA                      |
| Zoo de Dresde                     | Tiergartenstraße 1           | Dresde, Saxe                                 | EAZA, VdZ                 |
| Zoo de Görlitz(en)                | Zittauer Str. 43             | Görlitz, Saxe                                | EAZA                      |
| Zoo de Leipzig                    | Pfaffendorfer Str. 29        | Leipzig, Saxe                                | EAZA                      |
| Zoo de Magdebourg (en)            | Zooallee 1                   | Magdebourg, Saxe-Anhalt                      | EAZA                      |

### Argentine
| Nom                         | Adresse                       | Ville, province                | Autre(s) accréditation(s) |
| --------------------------- | ----------------------------- | ------------------------------ | ------------------------- |
| Ecoparc de Buenos Aires(es) | Av. Sarmiento 2601, C1425 FGC | Buenos Aires                   |                           |
| Fondation Temaikèn(es)      | RP25                          | Belén de Escobar, Buenos Aires |                           |

### Australie
| Nom                                  | Adresse                           | Ville, Etat                     | Autre(s) accréditation(s) |
| ------------------------------------ | --------------------------------- | ------------------------------- | ------------------------- |
| Zoo d'Adélaïde                       | Frome Rd                          | Adélaïde, Australie-Méridionale | ZAA                       |
| Zoo de Perth                         | 20 Labouchere Rd                  | Perth, Australie-Occidentale    | ZAA                       |
| Zoo de Taronga                       | Bradleys Head Rd, Mosman NSW 2088 | Sydney, Nouvelle-Galles du Sud  | ZAA                       |
| Jardin zoologique royal de Melbourne | Elliott Ave, Parkville VIC 3052   | Melbourne, Victoria             | ZAA                       |

### Autriche
| Nom                             | Adresse                                                              | Ville, land                      | Autre(s) accréditation(s) |
| ------------------------------- | -------------------------------------------------------------------- | -------------------------------- | ------------------------- |
| Zoo Schmiding(en)               | Schmidinger-Straße 5, 4631 Krenglbach, Autriche                      | Krenglbach, Haute-Autriche       | EAZA                      |
| Zoo de Salzbourg                | Hellbrunnerstraße 60                                                 | Anif, Salzbourg                  | EAZA ,VdZ                 |
| Zoo Herberstein(en)             | Buchberg bei Herberstein 50, 8223 Buchberg bei Herberstein, Autriche | Buchberg bei Herberstein, Styrie |                           |
| Alpenzoo Innsbruck              | Weiherburggasse 37a                                                  | Innsbruck, Tyrol                 | EAZA, VdZ                 |
| Haus des Meeres(en)             | Fritz-Grünbaum-Platz 1                                               | Vienne, Vienne                   | EAZA                      |
| Jardin zoologique de Schönbrunn | Maxingstraße 13b                                                     | Vienne, Vienne                   | EAZA                      |

### Belgique
| Nom          | Adresse                    | Ville, région               | Autre(s) accréditation(s) |
| ------------ | -------------------------- | --------------------------- | ------------------------- |
| Zoo d'Anvers | Koningin Astridplein 20-26 | Anvers, Région flamande     | EAZA                      |
| Pairi Daiza  | Domaine de Cambron         | Brugelette, Région wallonne | EAZA                      |

### Brésil
| Nom                              | Adresse                                                     | Ville, Etat                    | Autre(s) accréditation(s) |
| -------------------------------- | ----------------------------------------------------------- | ------------------------------ | ------------------------- |
| Parque das Aves(en)              | 9GM8+H4 - Av. das Cataratas, 12450 - KM 17,1 - Vila Yolanda | Foz do Iguaçu, Paraná          |                           |
| Aquarium marin de Rio de Janeiro | Praça Muhammad Ali - Via Binário do Porto, s/n - Gamboa     | Rio de Janeiro, Rio de Janeiro |                           |
| Parc zoologique de São Paulo     | Av. Miguel Estefno, 4241 - Água Funda                       | São Paulo, São Paulo           |                           |

### Canada
| Nom                             | Adresse                         | Ville, province                  | Autre(s) accréditation(s) |
| ------------------------------- | ------------------------------- | -------------------------------- | ------------------------- |
| Zoo de Calgary                  | 210 St. George's Drive NE       | Calgary, Alberta                 |                           |
| Zoo du Grand Vancouver(en)      | 5048 264 St                     | Aldergrove, Colombie-Britannique |                           |
| Aquarium de Vancouver           | 845 Avison Way                  | Vancouver, Colombie-Britannique  |                           |
| Zoo du Parc Assiniboine         | 2595 Roblin Blvd                | Winnipeg, Manitoba               |                           |
| African Lion Safari(en)         | 1386 Cooper Rd                  | Cambridge, Ontario               | CAZA, IEF, IAATE          |
| Aquarium Ripley's du Canada(en) | 288 Bremner Blvd                | Toronto, Ontario                 |                           |
| Zoo de Toronto                  | 2000 Meadowvale Rd              | Toronto, Ontario                 |                           |
| Zoo de Granby                   | 1050 Boulevard David-Bouchard N | Granby, Québec                   |                           |
| Biodôme de Montréal             | 4777 Av. Pierre-De Coubertin    | Montréal, Québec                 |                           |
| Aquarium du Québec              | 1675 Av. des Hôtels             | Québec, Québec                   | CAZA                      |
| Zoo sauvage de Saint-Félicien   | 2230 Bd du Jardin               | Saint-Félicien, Québec           |                           |

### Chili
| Nom                          | Adresse                                                    | Ville, région      | Autre(s) accréditation(s) |
| ---------------------------- | ---------------------------------------------------------- | ------------------ | ------------------------- |
| Parc zoologique de Buin (es) | Ruta 5 sur kilómetro 32 Camino longitudinal sur 01730 Buin | Buin, Santiago     | ALPZA(es)                 |
| Zoo national du Chili (en)   | Pío Nono 450, 7520291 Recoleta                             | Santiago, Santiago | ALPZA, ISIS               |

### Chine
| Nom                   | Adresse                                                                        | Ville                | Autre(s) accréditation(s) |
| --------------------- | ------------------------------------------------------------------------------ | -------------------- | ------------------------- |
| Chimelong Safari Park | Chine, Guangdong Province, Guangzhou, Panyu District, 105国道 邮政编码: 511445 | Guangzhou, Guangdong |                           |

### Colombie
| Nom                     | Adresse                      | Ville, département    | Autre(s) accréditation(s) |
| ----------------------- | ---------------------------- | --------------------- | ------------------------- |
| Parc zoologique de Cali | Cra. 2a Oe., Terron Colorado | Cali, Valle del Cauca |                           |

### Corée du Sud
| Nom               | Adresse                                                                     | Ville, province    | Autre(s) accréditation(s) |
| ----------------- | --------------------------------------------------------------------------- | ------------------ | ------------------------- |
| Zoo de Séoul (en) |                                                                             | Gwacheon, Gyeonggi |                           |
| Everland (en)     | 199 Everland-ro, Pogok-eup, Cheoin-gu, Yongin-si, Gyeonggi-do, Corée du Sud | Yongin, Gyeonggi   |                           |

### Croatie
| Nom                       | Adresse                        | Ville, comitat | Autre(s) accréditation(s) |
| ------------------------- | ------------------------------ | -------------- | ------------------------- |
| Parc zoologique de Zagreb | Ul. Fakultetsko dobro 1, 10000 | Zagreb, Zagreb |                           |

### Danemark
| Nom                            | Adresse                                      | Ville, région                | Autre(s) accréditation(s) |
| ------------------------------ | -------------------------------------------- | ---------------------------- | ------------------------- |
| Zoo de Givskud - Zootopia (en) | Løveparkvej 3, 7323 Give, Danemark           | Givskud (en),Danemark du Sud |                           |
| Zoo de Copenhague              | Roskildevej 32, 2000 Frederiksberg, Danemark | Copenhague, Hovedstaden      | EAZA                      |
| Aquarium national du Danemark  | Jacob Fortlingsvej 1                         | Kastrup, Hovedstaden         |                           |
| Zoo d'Aalborg (en)             | Mølleparkvej 63                              | Aalborg, Jutland du Nord     |                           |
| Zoo tropical de Randers (en)   | Tørvebryggen 11                              | Randers, Jutland Central     | EAZA                      |

### Émirats arabes unis
| Nom                                 | Adresse | Ville, émirat | Autre(s) accréditation(s) |
| ----------------------------------- | ------- | ------------- | ------------------------- |
| Atlantis                            |         | Dubaï, Dubaï  |                           |
| Aquarium et zoo sous-marin de Dubaï |         |               |                           |
| Centre zoologique Al Bustan         |         |               |                           |

### Espagne
| Nom                          | Adresse                            | Ville, communauté autonome                  | Autre(s) accréditation(s) |
| ---------------------------- | ---------------------------------- | ------------------------------------------- | ------------------------- |
| Aquarium de Barcelone        | del Port Vell, Moll d'Espanya, s/n | Barcelone, Catalogne                        |                           |
| Parc zoologique de Barcelone | Parc de la Ciutadella              | Barcelone, Catalogne                        | EAZA, AIZA                |
| Zoo Aquarium de Madrid       | Casa de Campo, s/n                 | Madrid, Madrid                              |                           |
| Aquarium Poema del Mar       | Av. de Los Consignatarios, s/n     | Las Palmas de Grande Canarie, îles Canaries |                           |
| Loro Parque                  | Av. Loro Parque, s/n               | Puerto de la Cruz, îles Canaries            |                           |

### Estonie
| Nom            | Adresse                                 | Ville, comté            | Autre(s) accréditation(s) |
| -------------- | --------------------------------------- | ----------------------- | ------------------------- |
| Zoo de Tallinn | Paldiski maantee 145, Ehitajate tee 150 | Tallinn, comté de Harju | EAZA                      |

### États-Unis
- Parc zoologique d'Akron
- Parc biologique d'Albuquerque
- Audubon Zoo
- Bronx Zoo
- Brookfield Zoo (Chicago Zoological Society)
- Busch Gardens Tampa Bay
- Zoo de Caldwell
- Cameron Park Zoo
- Zoo de Cheyenne Mountain
- Zoo et jardin botanique de Cincinnati
- Cleveland Metroparks Zoo
- Dallas World Aquarium
- Zoo de Dallas
- Zoo de Denver
- Disney's Animal Kingdom
- Zoo pour enfants de Fort Wayne
- Zoo de Fort Worth
- Zoo de Fresno Chaffee
- Georgia Aquarium
- Gladys Porter Zoo
- Great Plains Zoo et Delbridge Museum
- Zoo Henry Vilas
- Zoo de Houston
- Indianapolis Zoological Society, Inc.
- Zoo et jardins de Jacksonville
- John G. Shedd Aquarium
- Zoo de Kansas City
- Zoo de Lehigh Valley
- Lincoln Park Zoo
- Zoo de Los Angeles
- Zoo et aquarium de Memphis
- Zoo du comté de Milwaukee
- Jardin zoologique du Minnesota
- Aquarium de la baie de Monterey
- Zoo de Nashville
- Parc zoologique de Caroline du Nord
- Zoo d'Oakland
- Parc zoologique d'Oklahoma City
- Zoo et aquarium Henry Doorly d'Omaha
- Zoo de l'Oregon
- Point Defiance Zoo & Aquarium
- Ripley's Aquarium de Myrtle Beach
- Ripley's Aquarium of the Smokies
- Riverbanks Zoo & Garden
- Zoo du parc Roger Williams
- Zoo de Saint Louis
- Jardin zoologique et aquarium de San Antonio
- San Diego Zoo Wildlife Alliance
- Jardin zoologique de San Francisco
- Jardin zoologique de Santa Barbara
- SeaWorld Orlando
- Zoo du comté de Sedgwick
- Parc zoologique national du Smithsonian
- Aquarium de Caroline du Sud
- ZooTampa à Lowry Park
- Zoo Miami
- Tennessee Aquarium
- Texas State Aquarium
- Living Desert Zoo and Gardens
- Zoo de Phoenix
- Zoo de Knoxville
- Toledo Zoo
- Topeka Zoo and Conservation Center
- Zoo de Tulsa
- Zoo d'Atlanta
- Zoo Hogle de l'Utah
- Virginia Aquarium & Marine Science Center Foundation (VAMSC)
- Parc zoologique de Virginie
- Woodland Park Zoo

### Finlande
| Nom                            | Adresse              | Ville, région     | Autre(s) accréditation(s) |
| ------------------------------ | -------------------- | ----------------- | ------------------------- |
| Parc zoologique de Korkeasaari | Mustikkamaanpolku 12 | Helsinki, Uusimaa | EAZA, IUCN, IZE           |

### France
| Nom                                      | Adresse                                   | Ville, département/région        | Autre(s) accréditation(s) |
| ---------------------------------------- | ----------------------------------------- | -------------------------------- | ------------------------- |
| Parc des Oiseaux                         | Parking, D1083                            | Villars-les-Dombes, Ain          | EAZA, AFDPZ               |
| Cerza                                    | D143                                      | Hermival-les-Vaux, Calvados      | EAZA, AFDPZ               |
| Parc zoologique de La Palmyre            | 6 Av. de Royan                            | Les Mathes, Charente-Maritime    | EAZA, AFDPZ               |
| Zoo de Guadeloupe                        | Route de la traversée - Parc des Mamelles | Bouillante, Guadeloupe           | EAZA                      |
| Parc zoologique et botanique de Mulhouse | 111 Av. de la 1ère Division Blindée       | Mulhouse, Haut-Rhin              | EAZA, AFDPZ               |
| Ménagerie du Jardin des plantes          | 57 Rue Cuvier                             | Paris, Île-de-France             | EAZA, AFDPZ               |
| ZooParc de Beauval                       | Av. du Blanc                              | Saint-Aignan, Loir-et-Cher       | EAZA, AFDPZ               |
| Bioparc de Doué-la-Fontaine              | 103 Rue de Cholet                         | Doué-la-Fontaine, Maine-et-Loire | EAZA, AFDPZ               |
| Parc zoologique d'Amnéville              | 1 Rue du Tigre                            | Amnéville, Moselle               | EAZA, AFDPZ               |
| Parc zoologique de Lille                 | Av. Mathias Delobel                       | Lille, Nord                      | EAZA, AFDPZ               |

### Hong Kong
- Jardin zoologique et botanique de Hong Kong
- Ocean Park Corporation

### Hongrie
- Zoo et jardin botanique de Budapest
- Zoo de Sóstó – Nyíregyházi

### Inde
- Parc zoologique Arignar Anna
- Parc biologique de Bannerghatta
- Parc zoologique Indira Gandhi
- Rajiv Gandhi Zoological Park & Wildlife Research Center
- Parc zoologique de Nandankanan
- Parc zoologique national New Delhi
- Parc zoologique de l'Himalaya Padmaja Naidu
- Sri Chamarajendra Zoological Gardens
- Parc zoologique Mohindra Chaudhury Chhatbir

### Indonésie
- Parc zoologique de Ragunan
- Taman Safari Indonesia Bogor – Cisarua

### Irlande
- Zoo de Dublin

### Irlande du Nord
- Belfast Zoological Gardens

### Israël
- Hai Park Kyriat Motzkin
- Zoo éducatif de Haïfa
- Les jardins zoologiques de la famille Tisch à Jérusalem - Le zoo biblique
- Centre Zoologique Ramat Gan

### Italie
- Fondazione Bioparco di Roma
- Parco Natura Viva, Parc zoologique de Garda
- Parco Zoo Punta Verde

### Japon
- Aquamarine Fukushima
- Parc zoologique de Chiba
- Zoo de la ville de Kyoto
- Zoo de Nagoya Higashiyama
- Zoo pour enfants de Saitama (Saitama Parks and Greenery Land Association)
- Parc zoologique de Tama
- Jardin zoologique de Tennoji (zoo d'Osaka)
- Zoo et parc botanique de Toyohashi
- Jardin zoologique d'Ueno
- Jardin zoologique de Yokohama "ZOORASIA"

### Kazakhstan
- Zoo d'Almaty

### Malaisie
- Zoo Negara

### Mexique
- Africam Safari Puebla

### Norvège
- Aquarium de Bergen
- Kristiansand Dyrepark AS

### Nouvelle-Zélande
- Zoo d'Auckland
- Zoo de Hamilton
- Orana Wildlife Park
- Wellington Zoo Trust

### Ouganda
- Centre d'éducation sur la faune sauvage de l'Ouganda

### Pays-Bas
- Apenheul Primate Park
- ARTIS Royal Zoo Amsterdam
- Zoo Royal Burgers
- Zoo de Rotterdam

### Pérou
- Parque Zoológico Huachipa

### Pologne
- Gdański Ogród Zoologiczny
- Miejski Ogród Zoologiczny w Łodzi (Zoo de Lodz)
- Zoo d'Opole
- Jardin zoologique de Plock (Zoo de Plock)
- Jardin zoologique de Varsovie
- Zoo Cracovie
- Zoo Wrocław

### Portugal
- Zoo de Lisboa
- Oceanário de Lisboa

### Royaume-Uni
- Bristol Zoo Gardens
- Zoo de Chester
- Zoo de Colchester
- Dartmoor Zoological Park
- Flamingo Land
- Paignton Zoo Environmental Park
- Marwell Wildlife
- Paradise Wildlife Park
- Royal Zoological Society of Scotland Zoo d'Édimbourg
- The Deep
- Zoo de Twycross – East Midland Zoological Society
- Welsh Mountain Zoo – National Zoo of Wales, National Zoological Society of Wales
- Yorkshire Wildlife Park
- Société zoologique d'East Anglia - Banham Zoo
- London Zoo

### Russie
- Zoo de Moscou
- Rostislav Shilo Zoo de Novossibirsk

### Singapour
- RWS-Dolphin Island
- RWS-SEA Aquarium
- Mandai Wildlife Group

### Slovaquie
- National Zoological Garden Bojnice
- Zoologicka zahrada Kosice

### Slovénie
- Zoo Ljubljana

### Sri Lanka
- Jardins zoologiques nationaux Dehiwala

### Suède
- Borås Djurpark
- Kolmårdens Djurpark
- Nordens Ark
- Fondation Skansen
- Skansen-Akvariet

### Suisse
- Natur- und Tierpark Goldau (en)
- Fondation Papiliorama
- Tierpark Bern
- Zoo Walter (de)
- Zoo de Servion
- Zoo Zürich
- Zoologischer Garten Basel AG

### Taïwan
- Musée national de biologie marine et aquarium de Taïwan
- Zoo de Taipei

### Tchéquie
- Zoo d'Olomouc
- Jardin zoologique et parc botanique d'Ostrava
- Zoo de Prague
- Zoo d'Ústí nad Labem
- Zoo de Brno
- Zoo Děčín
- Zoo Hluboká
- Zoo Liberec
- Zoo Zlín
- Zoopark Chomutov

### Thaïlande
- Chiang Mai Night Safari
- Zoo de Chiang Mai
- Khao Kheow Open Zoo
- Zoo de Khon Kaen
- Zoo de Nakhon Ratchasima
- Zoo de Songkhla
- Zoo d'Ubon Ratchathani

### Turquie
- İstanbul Akvaryum

### Ukraine
- Zoo de Nikolaev, institution municipale du conseil municipal de Nikolaev

### Viêt Nam
- Zoo de Saigon
- Vinpearl Safari et parc de conservation

## Observations
Les zoos et aquariums de l'association sont répartis à travers le monde, dans 53 pays différents. Les cinq continents que sont l'Amérique, l'Europe, l'Afrique, l'Asie et l'Océanie, sont ainsi représentés.
Cependant, nous pouvons observer une grande disparité entre les continents, certains comptant beaucoup plus de zoos et/ou d'aquariums membres que d'autres.
Ainsi, le continent regroupant le plus d'établissements est l'Europe, avec 133 zoos et/ou aquariums répartis dans 28 pays.
Plus de la moitié de ces établissements se concentrent en à peine 4 pays; l'Allemagne (avec 34 représentants), le Royaume-Uni (15 représentants), la France (10 représentants) et la Tchéquie (10 représentants).
L'Amérique est le deuxième continent avec le plus de membres; ils sont au nombre de 91 et sont répartis dans 8 pays mais, là encore, un petit nombre de pays en détient la majorité : les États-Unis, qui comportent 70 zoos et/ou aquariums - c'est ainsi le pays qui a le plus de représentants au monde - et le Canada, avec 11 membres.
Troisième continent comptant le plus de membres, l'Asie en comptabilise 53.
Trois pays se détachent le plus et ont, au sein de leurs frontières respectives, la moitié de la totalité des zoos et aquariums asiatiques membres; le Japon détient 10 membres, l'Inde en compte 9 et la Thaïlande en a 7. L'autre moitié étant répartie entre 14 pays.
L'Océanie et l'Afrique sont les deux continents qui comportent le moins de zoos et/ou aquariums membres, ainsi que de pays représentés.
En Océanie, on compte 8 membres: 4 sur l'île-continent d'Australie et 4 en Nouvelle-Zélande.
En Afrique, on compte 6 membres: 5 en Afrique-du-Sud et 1 en Ouganda.

### Remarques
1re. Les pays transcontinentaux (tels que la Russie ou la Turquie, par exemple) sont dénombrés, dans la rubrique "observations", dans les deux continents dont ils appartiennent en partie (par ex.: la Turquie et la Russie sont comptées parmi les 28 pays européens et parmi les 17 pays asiatiques, portant alors le nombre de pays différents de 53 (réels) à 56. L'emplacement du ou des zoos et/ou aquariums, alors dans la partie continentale européenne ou asiatique, n'est, ici, pas pris en compte.
2de. Hong Kong et Taïwan sont mentionnés comme pays. La liste des établissements membres de l'association mondiale des zoos et aquariums - visible sur le site de cette dernière association - fait mention de ces deux noms auprès des zoos et aquariums qui sont listés sous ceux-ci, ne faisant ainsi aucune mention de la Chine les concernant.